# Marzenie (film 1941)
Marzenie (oryg. Мечта) – radziecki dramat psychologiczny z 1941 roku w reżyserii Michaiła Romma. 
Film miał charakter propagandowy i jego wymowa służyła usprawiedliwieniu zagarnięcia przez ZSRR terenów wschodniej Polski pod pozorem „wyzwolenia bratniego narodu” ukraińskiego.

## Opis fabuły
Ukraina Zachodnia (tj. Małopolska Wschodnia w II Rzeczypospolitej) lat 30. XX w. Anna, córka biednych, ukraińskich chłopów postanawia udać się do miasta w poszukiwaniu lepszego życia. Tam udaje się jej znaleźć pracę w restauracji, a nieduża pensja, jaką otrzymuje. wystarcza na wynajęcie skromnego pokoiku w pensjonacie „Marzenie” madame Skorochod. W przybytku tym poznaje ludzi będących (w zamierzeniu autorów filmu) przekrojem polskiego społeczeństwa mieszczańskiego Polski lat 30. na „kresach wschodnich”. Są nimi: Róża Skorochod – właścicielka pensjonatu i drobna sklepikarka; jej syn Łazar – utalentowany architekt przemysłowy, pozostający od lat na utrzymaniu matki, nie mogąc z braku koneksji i siły przebicia doczekać się realizacji żadnego ze swoich projektów; Zygmunt – onegdaj wzięty artysta-plastyk i wozak Janek, obydwaj klepiący biedę nie mogąc znaleźć stałego zajęcia; Wanda – chcąca jak najszybciej wyjść za mąż dojrzała kobieta, dla której korzystne zamążpójście oznacza udane i spełnione życie. Spotyka też Tomasza – kolegę jej brata Wasyla, komunistę ściganego przez polską policję, w którym dziewczyna zakochuje się bez reszty i dzięki któremu uświadamia sobie nędzę swojego dotychczasowego życia. Zwolniona z pracy za nieopatrzne wylanie zawartości tacy na obsługiwanego klienta i wyrzucona z pensjonatu bezpodstawnie oskarżona o kradzież, dziewczyna wraz z Łazarem, którego projekt nowoczesnej fabryki nad którym pracował latami właśnie został odrzucony przez fabrykantów, postanawia przedostać się przez „zieloną granicę” do ZSRR – w ich pojęciu kraju, gdzie obydwoje będą mogli realizować swoje aspiracje. Ich wędrówka szybko się jednak kończy gdy zostają aresztowani przez polską policję. Anna oskarżona o współpracę z komunistami – policja wie o jej znajomości z Tomaszem – zostaje poddana brutalnym przesłuchaniom, a Łazar dzięki pieniądzom i znajomościom matki zostaje zwolniony. 
Mija kilka lat. Jesienią 1939 roku, gdy (jak głoszą napisy filmu) „ziemie Ukrainy zostały połączone w jedno państwo”, Anna ponownie zjawia się w mieście, w sklepiku madame Skorochod. Łazar w pierwszym momencie bierze ja za zwykłą klientkę, jednak wkrótce rozpoznaje dawną przyjaciółkę. Anna pokazuje Łazarowi zdjęcie wielkiej hali przemysłowej w ZSRR, gdzie pracuje i z przykrością dowiaduje się, że jej ukochany Tomasz został stracony.

## Obsada aktorska
- Jelena Kuźmina – Anna
- Władimir Sołowiow – Wasyl
- Walentyn Szczegłow – Tomasz
- Faina Raniewska – madame Skorochod
- Arkadij Kislakow – Łazar
- Ada Wójcik – Wanda
- Michaił Astangow – Stanisław Komorowski
- Michaił Bołduman – artysta-plastyk Zygmunt
- Rostisław Platt – dorożkarz Janek
- Nikołaj Orłow – stary tkacz Stefan
- Piotr Glebow – epizod
- Wiera Ałtajska – klientka w sklepie
- Wiktor Kluczariew – policjant
- Tatiana Goworkowa – sąsiadka
- Wiaczesław Leszczow – policjant
- Wiktor Trietiakow – starszy kelner

i inni.

## O filmie
Film był ostatnim przedwojennym filmem reżysera Michaiła Romma, którego ostatnie sceny nakręcono rankiem 22 czerwca 1941 roku. Był również radzieckim "półkownikiem" – jego premierę wstrzymano na dwa lata, miała ona miejsce dopiero w 1943 roku, już w zmienionej sytuacji politycznej w ZSRR (Armia Czerwona ponownie wkraczała na tzw. Zachodnią Ukrainę). Jego twórca traktował obraz bardzo osobiście i miał do niego szczególny sentyment, uważając za swój ulubiony film. Zachwycać się miał nim ponoć nawet amerykański prezydent Franklin Roosevelt. Za plenery miejskie posłużył przedwojenny Lwów. W polskiej literaturze przedmiotu film bywał określany jako "antypolski". Nigdy nie był wyświetlany w Polsce.   